# Chuck Fenda
Chuck Fenda (bürgerlich Leshorn Whitehead; * 15. Juni 1972 in Brooklyn, New York) ist ein Reggae-/Dub-Musiker.
Seine bekanntesten Lieder sind I Swear, Poor People Cry und Better Days von seinem Album Better Days. Viel kritisiert und diskutiert wurde sein Hit Gash Dem and Light dem auf dem Confessions Riddim (2006), in dem er die Todesstrafe für bestimmte Verbrechen fordert. Er arbeitet u. a. mit Richie Spice zusammen. Er ist auch unter den Schreibweisen „Chuck Fender“ und „Chuck Fendah“ bekannt.

## Diskografie
| Jahr | Albumtitel                                                     |
| 2004 | Better Days                                                    |
| 2005 | Chuck Fender;Richie Spice;Jah Cure;I Wayne - Young Lions Vol.1 |
| 2007 | The Living Fire                                                |
| 2007 | Eternal Flame                                                  |
| 2009 | Fulfillment                                                    |
| 2009 | Live in San Francisco                                          |